# Долгова падина
Долгова падина — естественный лесной массив дуба черешчатого, тополя белого, ветлы. Расположен в Клетском районе Волгоградской области. Памятник природы регионального значения.

## Описание
Долгова падина расположена на правом берегу реки Дон, в 4 километрах на юго-восток от станицы Распопинской в степной зоне, подзоне сухих степей на каштановых почвах, на участке площадью 60 га. По днищу балки протекает ручей протяженностью 0,3 км. Физико-географический регион: Восточно-Европейская равнина, Донская возвышенность, Чирско-Донской район, подрайон высоких плато. Ландшафт Придонский возвышенный плоско-выпуклый овражно-балочный. 
Почвенный покров представлен темно-каштановыми средне- и маломощными глинистыми и тяжелосуглинистыми почвами. Почвообразующие породы - четвертичные отложения, преимущественно глины и тяжёлые суглинки. Коренные породы - покровные четвертичные отложения меловой системы. 
Шестьдесят процентов площади ООПТ занимает байрачный лес, остальная территория покрыта разнотравно-типчаково-ковыльными степями. Видовой состав древостоя: ива белая (ветла), тополь белый, дуб черешчатый, вяз обыкновенный, осина, клён татарский.
Из млекопитающих на территории встречаются: кабан, заяц-русак, лисица. Из птиц: овсянка, горлица, кукушка, славка, синица. Из насекомых -  Махаон, занесённый в Красную книгу Волгоградской области. Негативное воздействие на территорию оказывает распашка земель, нерегулируемые рубки ухода и нерегулируемый выпас скота.

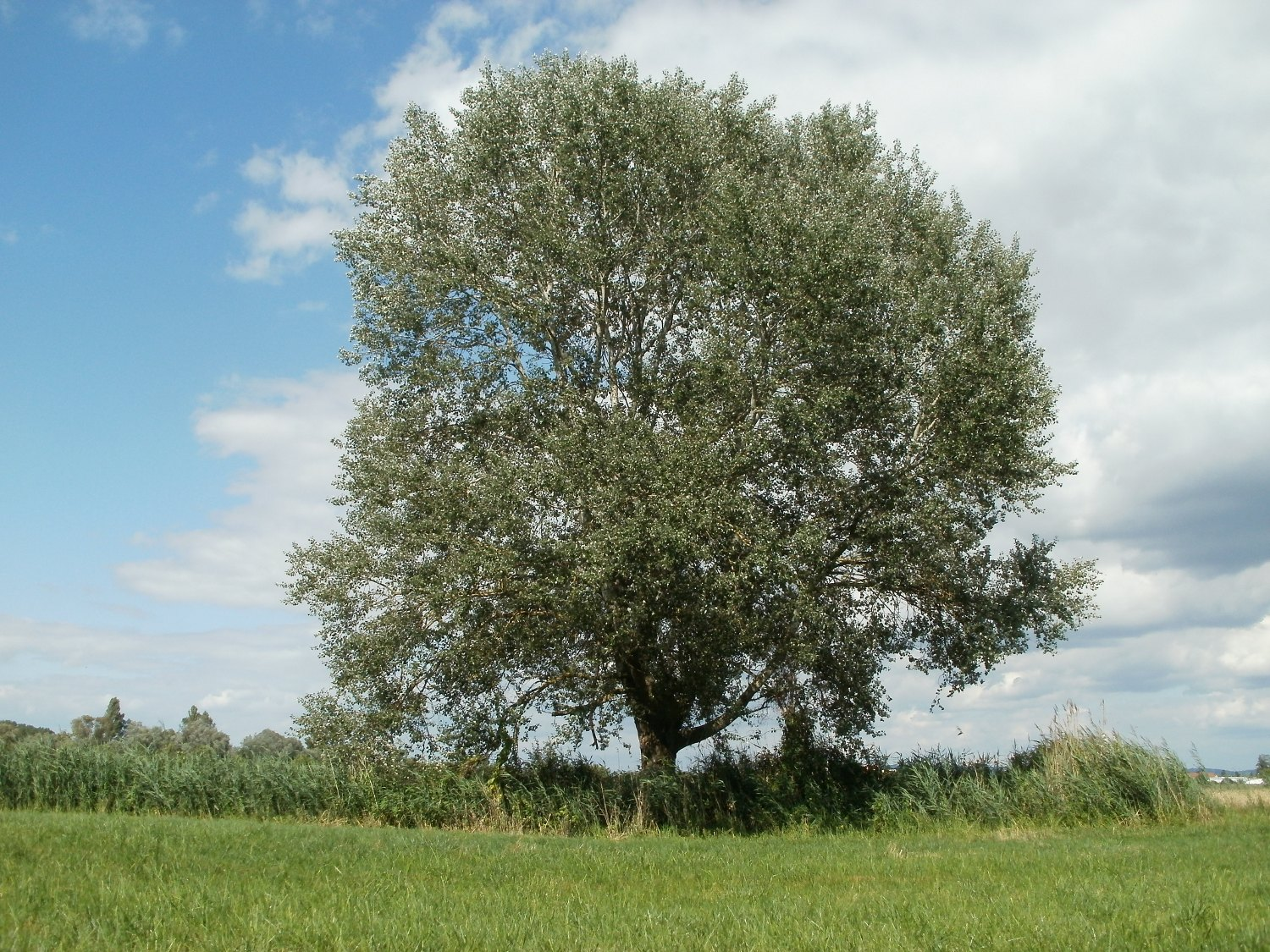
Тополь белый
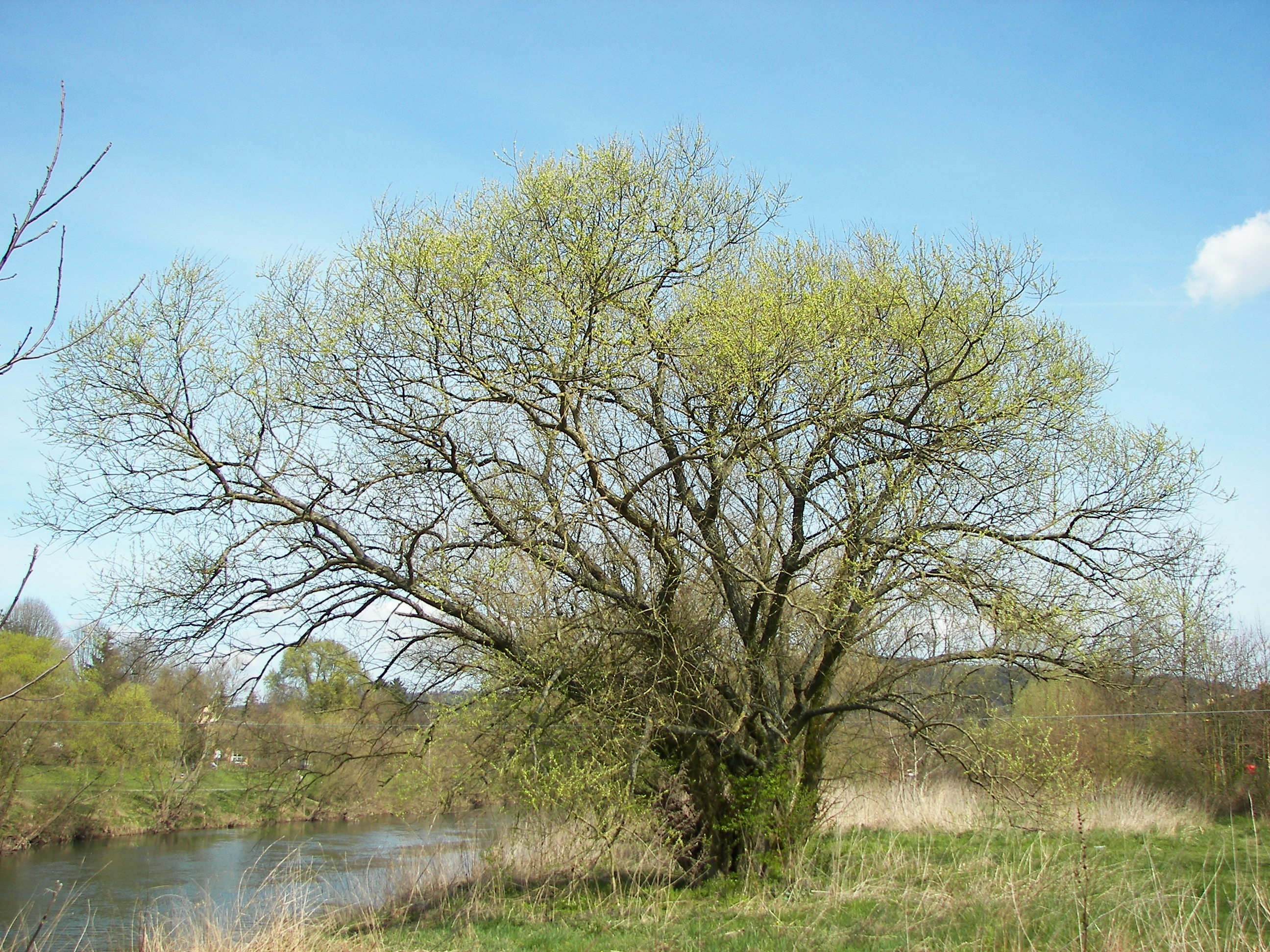
Ива белая
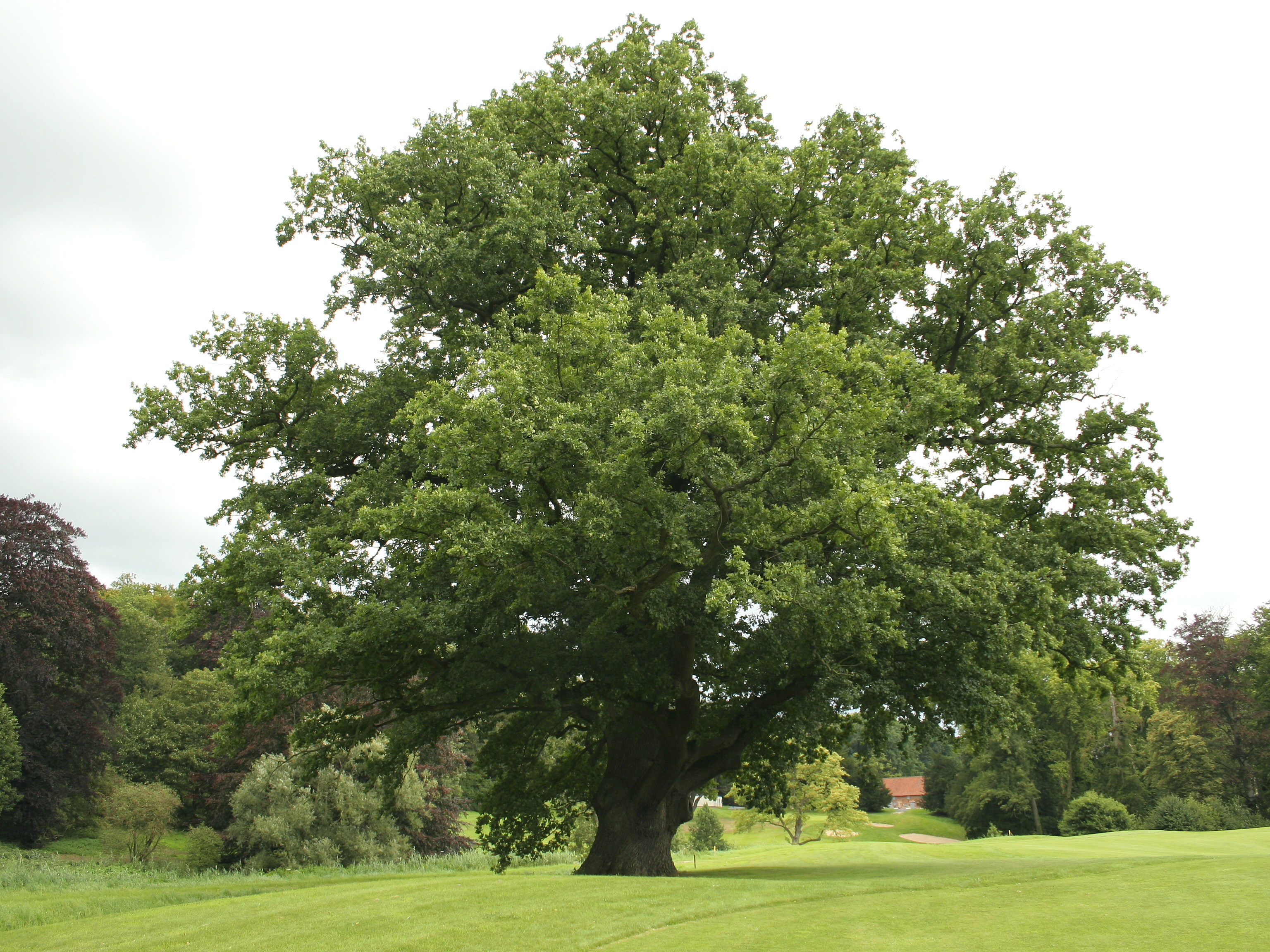
Дуб черешчатый

## Ограничения на использование земель
Памятник природы учреждён постановлением Главы Администрации Волгоградской области от  25.08.2009г. № 993 «Об объявлении территорий в границах Дубовского, Клетского, Старополтавского, Суровикинского муниципальных районов Волгоградской области памятниками природы  регионального значения». 
На территории Памятника природы запрещаются:
- распашка земель, строительство зданий и сооружений, дорог и трубопроводов, линий электропередач и прочих коммуникаций, взрывные работы и разработка новых месторождений полезных ископаемых;
- нерегулируемый выпас скота и его прогон по территории Памятника природы;
- сбор и уничтожение растений;
- рубка лесных насаждений, кроме санитарно-оздоровительных мероприятий (вырубка погибших и повреждённых лесных насаждений, очистка лесов от захламления, загрязнения и иного негативного воздействия);
- изменение установившегося гидрологического режима территории;
- применение ядохимикатов и химических средств защиты растений сельскохозяйственными, лесохозяйственными и другими организациями и предприятиями без предварительного согласования со специально уполномоченным органом;
- проезд транспорта вне дорог общего пользования, стоянка транспорта вне отведенных мест;
- размещение отходов производства и потребления;
- предоставление земельных участков под застройку, для коллективного и индивидуального садоводства и огородничества, организации подсобного хозяйства.

За обеспечение охраны и функционирование ООПТ несёт ответственность Комитет охраны окружающей среды и природопользования Волгоградской области.